# 卡玛德亨努
卡玛汗奴（羅馬化：Kāma-dhenu，直译：欲望-母牛；比较接近的汉音是伽摩忒奴），也被称为苏罗毗（羅馬化：Surabhī，直译：怡悦），為印度教中神圣的牛女神，是所有奶牛的母亲。祂也是一头神奇的“财富之牛”、“如意神牛”，能满足主人的一切愿望，通常认为祂还是十一楼陀罗的母亲。在画像中，祂常被描绘为一头长着女人头和胸的白牛，或体内包含了各种神灵的白牛。在印度教中，瘤牛被看成是卡玛汗奴在尘世的化身而受到崇拜，因此，卡玛汗奴不是一位受独立崇拜的女神，也没有专门供奉它的寺庙。而是通过虔诚的印度教徒普遍对牛的尊敬而受到尊崇。
印度教经文提供伽摩忒奴诞生的不同说法。有些神话说它诞生于诸神和阿修罗搅乳海之时；另说祂是生主达刹之女，迦叶波之妻。还有一些经文讲述了诸神将伽摩忒奴送给了食火仙人或极裕仙人，而国王迦陀毗里耶想把祂从仙人那里偷来，最终遭遇可怕的后果-被食火仙人之子持斧罗摩杀死。伽摩忒奴主要为圣主提供供奉的牛奶和奶制品；祂也能变出凶猛的武士来保护圣主。祂除了住在仙人的静修地，还曾住在黑天的乳牛界和阿修罗的地界。

## 崇拜
一些寺庙和住宅中有用于崇拜的卡玛汗奴画像。但是，从没有对她的专门祭仪，也没有任何一座寺庙把她作为主神来祭拜。按照莫尼尔-威廉姆斯的说法：“她相当于活的动物[牛]的永恒代表”。在印度，寺庙四周经常饲养着牛，并定期在礼拜五和特殊场合举行祭仪。每一头牛都被“虔诚的印度教徒”视为是卡玛汗奴下凡（俗世的化身）。

## 备注
1. 1 2 3  莫尼尔-威廉姆斯, 莫尼尔. . London Murray. 1887.
2. ↑  怀特, 大卫·戈登. . . 芝加哥大学出版. 2003年: 54页. ISBN 978-0-226-89483-6.
3. ↑  拉奥, T.A. 哥琵纳塔. . 1: Part I. 马德拉斯: Law Printing House. 1916年: 13页.